# 幻想水滸伝IV
『幻想水滸伝IV』（げんそうすいこでんフォー）は、コナミより2004年8月19日に発売されたPlayStation 2用コンピュータRPG作品である。『幻想水滸伝シリーズ』の第4作目である。キャッチコピーは「108人の待つ海へ。それは、冒険か。出会いか。」。
2005年7月7日に廉価版である「PlayStation 2 the Best」としても発売された。なお、本作はシリーズ最初の声付きの作品であり、クリア済みのセーブデータを継承して最初からプレイする周回制を用いた作品である。
2011年1月17日に『パチスロ「幻想水滸伝」』として本作が採用され、稼動している。
シリーズ本編第1作『幻想水滸伝』から第3作『幻想水滸伝III』で搭載されていたセーブデータコンバートは採用されておらず、ストーリーも『幻想水滸伝』の150年前の物語であるため、旧作キャラクターのほとんどは登場しない。「罰の紋章」を巡る群島諸国とクールーク皇国の戦いを描いており、『Rhapsodia』を含めて1つの作品とみることもできる。

## あらすじ
主人公は、スノウら仲間とともに騎士団の一員になるが、ある事件をきっかけに「罰の紋章」を宿し、騎士団から追放される。
その後「罰の紋章」に苦しみながらも、オベル国王リノ・エン・クルデスらとの出会いをきっかけに、群島諸国のためにクールーク皇国に立ち向かっていく。
太陽暦307年。これが後世に伝えられる“群島解放戦争”である。

## 世界観
幻想水滸伝シリーズの世界観のうち、以下の地域・国家について参照。
- 群島諸国連合
- クールーク皇国
- 赤月帝国
- ガイエン公国

## システム
本作特有のシステムを解説する。基本的なシステムは「幻想水滸伝シリーズ」を参照。

### 戦争イベント
この作品では本拠地は船であり、戦争イベントでは艦長1人に白兵戦要員4人と砲撃手3人を1つのユニットを作成し、「紋章砲」などを用いた海上戦が繰り広げられる。
「紋章砲」は紋章の力を砲弾にこめて撃つ技術で、威力は砲撃手となったキャラクターと紋章との相性に依存する。各キャラクターごとに威力は固定されており、魔力の値は関係なく、宿していない属性の砲撃手は担当できない。紋章砲の撃ち合いとなった場合は、「火→風→土→雷→水→火…（左側が右側に強い）」という属性の相性で弱い側のみがダメージを受け、隣り合わない属性同士（例 - 火と雷）であれば双方がダメージを受ける。
艦を敵艦に接絃させることで白兵戦に持ち込むこともできる。白兵戦では白兵戦要員同士が戦い、乗組員が0になった側の艦が戦争イベントから離脱する。

### 紋章
シリーズでは唯一紋章の宿せる部位が、魔力の値（防具や紋章の補正は無効）に依存するシステムになっている。

## 登場人物

### 主要人物

#### 群島諸国
主人公
声 - 大原崇または戸川絵美（ゲーム中の設定で変更できる）
群島諸国の西のはずれの街ラズリルで海上騎士団の所属の少年。身長170cm。年齢や出身地は不明で、ラズリル領主フィンガーフート家に引き取られ、嫡男スノウの友人兼小間使いとして育った。スノウとともにガイエン海兵学校に所属し、正式に海上騎士団員となった後に団長グレン・コットから「罰の紋章」を継承するとともに、団長殺しの濡れ衣によりラズリルを追放・流刑に処されている。その後はオベル国王リノ・エン・クルデスと出会い、群島解放戦争における群島諸国軍のリーダーとなっている。
騎士団時代は支給された剣と海兵学校で学んできた剣術で戦うが、追放後は双剣を使用して独自の双剣術で戦っている。この双剣術は『Rhapsodia』において、少年期に独自に編み出していたことが判明し（ただし使っていたのは双剣ではなく、薪を剣のごとく両手に持っていた）、これを見たウォルターはこの技術を賞賛している。
「罰の紋章」は自らの命を削る呪いを持っているが、108星を全て揃えた場合は「償い」の期間を終えたとして呪いを受けることはなくなり、108星を揃えていないエンディングとはラストのムービーが異なる。また、1度以上クリアしたデータを引継いでゲームを開始した108星全員を集めたデータ（未クリアでも可）を『Rhapsodia』にコンバートすると、スノウとともに登場する。
小説版では「ラズロ」と名付けられている。また、発売前に公式サイトで掲載された4コマ漫画では、シリーズ4作目であることと、当時人気のあったペ・ヨンジュンのニックネームとかけて「ヨン様」と呼ばれていた。
実は幼少期に行方不明になったオベル王国王子であり、リノの息子。回想やオープニングに出てくる謎の女性は主人公の母親である。ゲーム及び小説版では「罰の紋章」の行使により死亡したかに思われたが生存している（グッドエンディングの場合。108星を揃えないと主人公は死んでしまう）。小説版では自分が生き残ったことを「母が守ってくれたのかもしれない」と考えていた。
リノ・エン・クルデス
声 - 志村知幸
オベル王国国王。太陽暦263年生まれ（44歳）、身長185cm、オベル王国出身。王族らしからぬ言動や服装でセツを困らせているが、戦争では兵士たちとともに最前線で戦う勇猛な武人でもある。妻は封印が解かれた直後の「罰の紋章」の継承者であり、海賊の襲撃から国を守るために紋章の力を使った結果命を落としている。また、王女のフレアのほかに王子がいたが、幼い頃に先述の妻が死亡した折に行方不明となっている。（後に主人公に対し、強い親愛の情を抱く。）クールークに勝利した後に「群島諸国連合」を創設して初代代表を務めており、その功績から後世のオベル王国海軍の旗艦には「リノ・エン・クルデス」の名前がつけられている。『Rhapsodia』では立場上キリルらに対して公に支援することはないが、序盤から王国軍から先鋭を派遣し、終盤で自らもクールーク皇国に赴いている。
エレノア・シルバーバーグ
声 - 鳳芳野
シルバーバーグ家の出身の軍師。太陽暦252年生まれ（55歳）、身長159cm。かつて赤月帝国の軍師を務めていたが、太陽暦300年ごろの「人間狩り事件」での副官クレイの対応の責任を取る形で追放され、以降は群島諸国海域の庵の小島で隠居生活を送っていた。旧作の正軍師と比較するとかなりワイルドな性格で、勝つためならなんでもする冷酷無比な人物に思われるが、実際はそれをかなり気にかけている。かなりの大酒飲みであり、自室にいるときは手の届く範囲に酒瓶を置いている。最期にはエルイール要塞にて、かつての弟子グレアム・クレイと共に行方不明になっている。
キカ
声 - 木内レイコ
群島諸国南方の海を取り仕切る女海賊頭領。年齢不詳、身長170cm。カナカンのハイア門下の免許皆伝の証である「はやぶさの紋章」を宿しているが、それに関する説明はない。海賊船グリシェンデ号を駆る腕前もさることながら、かなり人望もあり策略にも長けた、冷静沈着な人物。『IV』の数年前に、「罰の紋章」を巡ってエドガーやブランドといった仲間を失った過去を持つ（『Rhapsodia』で語られている）。

### 108星

#### ア行
アカギ
声 - 大畑伸太郎
オラーク海運に属する忍者。太陽暦285年生まれ（22歳）、身長180cm。元いた忍者の里が滅ぼされ、行く当てがなかったところをラマダに拾われる。明るい性格で仲間思いだが、ミズキと比較すると外見・口調・行動などがやや忍者らしさに欠ける。なお、アカギの持つ武器はラマダから貰ったもので、2つを左右に持って使うものだが片方を無くしている。
アクセル
声 - 征木崇志
ナ・ナル島長の息子。太陽暦281年生まれ（26歳）、身長180cm。腕力に秀でた大剣使いであるが、ミツバと勝負して負けたことがある。当初は傲岸不遜な態度が目立ったが、ナ・ナル島が主人公らに協力することを決定してからは態度を改め、証として同行することとなる。戦後は島長に就任している。
アグネス
声 - 〆野潤子
エレノアの弟子兼世話係。太陽暦289年生まれ（18歳）、身長160cm。エレノアの身の回りの世話一般は全て行っている。中華風の服装と髪型の少女。
アドリアンヌ
声 - 山口享佑子（『Rhapsodia』のみ）
ミドルポートにある鍛冶屋見習いの少女。太陽暦286年生まれ（21歳）、身長161cm。まだ半人前と言うが、その腕前は確か。戦後は師匠の下から独立し、オベル王国で自らの店を設けている。
アメリア
声 - 皆川典子
各地を放浪する女傭兵。太陽暦286年生まれ（21歳）、身長160cm。クールーク皇国の侵攻に際しては、ガイエンの用心棒を務めていた。どんなときでも自己鍛錬と化粧を忘れることはない。
アルド
声 - 佐藤広司
迷子の弓使い。太陽暦283年生まれ（24歳）、身長181cm。テッドを気にかけており、戦後はテッドを追ったとされているが、後に「不慮の事故」で死亡したと伝えられている。
イーゴリ
無人島で温泉を経営していた男性。太陽暦263年生まれ（44歳）、身長169cm。ロウ三兄弟に経営していた温泉を乗っ取られている。本拠地ではコインゲームを担当。
イザク
声 - 水内清光
イルヤ島の剣士。太陽暦257年生まれ（50歳）、身長181cm。
ウェンデル
声 - 村田亜里
見張りになるのが夢で、ニコを兄貴と慕っている少女。太陽暦290年生まれ（17歳）、身長160cm。男言葉で話し、一人称は「俺」。
ウォーロック
声 - 荻野晴朗
魔法兵器「紋章砲」を生み出した魔法使い。太陽暦239年生まれ（68歳）、身長166cm。紋章砲について多くを語りたがらない。『Rhapsodia』の時点では死去しており（「紋章砲」の発明を恨んだ暴徒に殺されたと、エンディングでは語られている）、どのようにして紋章砲を発明したかがパブロによって説明される。
ウゲツ
声 - 小伏伸之
シラミネを兄貴と慕う漁師。太陽暦276年生まれ（31歳）、身長155cm。釣りの天才で、本拠地では魚釣りを担当。
エチエンヌ
ラインバッハ家お抱えの吟遊詩人。太陽暦285年生まれ（22歳）、身長170cm。本拠地ではサウンドテストを担当。
エマ
声 - 糸永純子（『Rhapsodia』のみ）
ゲイリーの妻。太陽暦263年生まれ（44歳）、身長154cm。夫に寄り添って生きている良い妻の典型的な姿。夫ととても仲が良い。ゲイリー同様『Rhapsodia』にはサポートキャラクターとして登場しており、長期間会っていない成人した息子がいることが明らかになっている。
オスカル
女言葉を使う男性。太陽暦265年生まれ（42歳）、身長170cm。
オルナン
声 - 富田純
さすらいの暗器使い。太陽暦265年生まれ（42歳）、身長185cm。以前出会った女性を追って旅している。
オレーグ
声 - 齋藤亮太
ネイ島の発明家。太陽暦267年生まれ（40歳）、身長175cm。自らが発明したカメラを各所に売り込んでいるが、一向に相手にされていない。『シャドウ オブ メモリーズ』に登場する人物と同一人物である。

#### カ行
カール
声 - 齋藤亮太
格闘家。太陽暦273年生まれ（34歳）、身長181cm。
カタリナ
声 - 高森奈緒
ガイエン海上騎士団の副団長でグレン団長の右腕的存在。太陽暦277年生まれ（30歳）、身長170cm。騎士団長グレン・コットの娘だが、グレンは彼女が娘である事を知らず、彼女自身もグレンとの「尊敬する上官と部下」という関係が崩れる事を恐れるあまり言い出せずにいた。訓練生時代にコンラッドから魔法の扱いを学んでいる。落ち着いた大人の女性を思わせる外見とは裏腹に、性格的に不安定なところがあり、グレンが「罰の紋章」が原因で命を落とした際は、主人公に非が無いと理屈では理解していながら、一方的に憎しみをぶつけた。戦後、ラズリル海上騎士団の団長に就任する。『Rhapsodia』では、騎士団を名乗るならず者を追っている。
ガレス
彫刻家。太陽暦262年生まれ（45歳）、身長169cm。ラインバッハお気に入りの「バラの胸飾り」は彼の作品。
キーン
シグルドの命を狙う暗殺者。太陽暦243年生まれ（64歳）、身長169cm。本拠地では懺悔室を担当。
キャリー
声 - 奈良貴子（『Rhapsodia』のみ）
ユウの助手。太陽暦287年生まれ（20歳）、身長160cm。本拠地では病室で薬を売っている。
ギュンター
賭博師。太陽暦267年生まれ（40歳）、身長172cm。本拠地ではちんちろりんを担当。
グレッチェン
声 - 足立友
女戦士。太陽暦282年生まれ（25歳）、身長160cm。加入後はミレイ、ヘルガと共に（非公認の）主人公の「親衛隊」を結成するなど、主人公に好意を抱いている描写がある。戦後はラズリルで剣術を教えていたが、『Rhapsodia』にはリノ・エン・クルデスの命でキリルらと合流している。
ケイト
声 - 小平有希
アカギ、ミズキの先輩忍者。太陽暦279年生まれ（28歳）、身長165cm。当初はクールーク皇国と契約を結んでいたが、戦時中イルヤ島で偵察に当たっていた際にクレイがエルイール要塞の巨大紋章砲でイルヤ島を砲撃したため、勝手に契約を破棄して群島に寝返っている。そのため『Rhapsodia』では裏切者として追われている。
ゲイリー
声 - 大畑伸太郎
夫婦安住の地を求めて旅をしている男性。太陽暦260年生まれ（47歳）、身長160cm。偶然立ち寄ったオベル王国でクールーク皇国による占領に遭遇し、リノ・エン・クルデスによって奪還されるまでの間、持ち前の正義漢な性格から住民を励まし続け、フレアとともに精神的支柱として尽力した立役者。
ケヴィン
イルヤ島でまんじゅう屋を営む男性。太陽暦272年生まれ（35歳）、身長170cm。
ケネス
声 - 梯篤司
主人公、スノウの騎士団の同期生。太陽暦289年生まれ（18歳）、身長172cm。同期生の中でも冷静沈着で、戦後は同期生の中で唯一騎士団に残り、副団長を務めている。『Rhapsodia』ではカタリナとともに、偽騎士団を名乗るならず者を追っている。
ゴー
声 - 原沢勝広
野生児。太陽暦266年生まれ（41歳）、身長180cm(かぶり物を除く)。
コンラッド
声 - 最上嗣生
元ガイエン海上騎士団に所属していた魔法使い。太陽暦251年生まれ（56歳）、身長166cm。カタリナの魔法の師匠で、彼女とグレンの親子関係を知る数少ない人物。

#### サ行
以下に列挙する人物については、幻想水滸伝シリーズのキャラクター一覧を参照。
- ジーン（声 - 甲斐田裕子）

ジェレミー
声 - 羽切祥
流撃剣という剣術を操る剣士。太陽暦280年生まれ（27歳）、身長171cm。かつて決闘詐欺を行うミツバに負けている。戦後はオベル王国の剣術師範となっており、『Rhapsodia』ではリノ・エン・クルデスの命で、トリスタンとミレイとともにキリルらに同行している。
シグルド
声 - 野瀬育二
キカの部下の海賊で、元ラインバッハ家お抱えの用心棒。太陽暦282年生まれ（25歳）、身長185cm。戦闘能力が高く、頭も切れるので様々な仕事をこなす。ハーヴェイとは腐れ縁でかつて敵対していたが、対決の最中に海賊スティールの襲撃を受けてエドガーに救われ、その後ハーヴェイとは親友兼ライバルといった間柄となっている（このエピソードは『Rhapsodia』作中で詳細に描かれている）。
シャドリ
兜収集が趣味の道具屋。太陽暦286年生まれ（21歳）、身長171cm。
シャルルマーニュ
声 - 山口重臣
ミドルポートの宿屋「麗しの巻き毛亭」の主人。太陽暦264年生まれ（43歳）、身長170cm。一応ナルシーには分類されてはいるが、他作品と比較すると単に友思いの良い男といった印象。ラインバッハとは親友であり、『Rhapsodia』ではラインバッハの依頼で「薔薇の胸飾り」を探して盗賊と戦っていたところをキリルらの援助を受けた。
ジャンゴ
筋肉質で緑色のモヒカンが特徴の海賊。太陽暦261年生まれ（46歳）、身長186cm。キカたちとは別の海賊団を組織しており、海戦のエキスパートで艦長としての能力も高い。風呂嫌いで滅多に入らない。
ジュエル
声 - 石松千恵美
主人公、スノウの騎士団の同期生。太陽暦291年生まれ（16歳）、身長168cm。ナ・ナル島出身で、島長と反りが合わず島を飛び出した。戦後はナ・ナル島に戻るが、『Rhapsodia』ではリノ・エン・クルデスの要請により、セルマとポーラとともにキリルらと合流している。額の印の色は、群島解放戦争当時は▼（島を離れていることを示す）、戦後は▼（島に在住であることを示す）。
シラミネ
声 - 久賀健治
漁師で、ウゲツの兄弟子。太陽暦271年生まれ（36歳）、身長180cm。本拠地では引き網漁を担当。
スノウ・フィンガーフート
声 - 谷山紀章、藤村歩（『Rhapsodia』少年時代）
ラズリル領主の息子で主人公の幼馴染。太陽暦288年生まれ（19歳）、身長175cm、ガイエン公国ラズリル出身。善良で頭の回転も悪くなく、無能ではないがやや独善的で他者の心の機微に疎く、貴公子にありがちな繊細さと承認欲求の強さを併せ持つ。主人公と同時に海上騎士団に所属し将来を嘱望されていたが、元来軍人向きの性格ではなかったために、海賊ブランドとの戦い以降、脆さを露呈し、自身に代わって指揮を採り団長の評価を受けた主人公に嫉妬を抱いていく。団長が亡くなり主人公が追放されると団長に就任、ラズリルの地を守るためではあるがクールーク皇国に降伏したことで住民から強烈な反感を買い、一時は海賊討伐隊隊長に任命されるも住民が起こした暴動の末ラズリルから追い出されてしまう。その後は海賊となって主人公らと対峙するが敗北し、107星まで揃えると漂流者として再登場する。自分が失ったものを手に入れている主人公に終始嫉妬しているため仲間にはならないが、最終的に全てを悔いて主人公の誘いを受け入れている。なお、追放された以降にスノウに会うたびに処刑する選択肢が存在し、それを選んだ場合はそれ以降登場しない。
服の着せ替えなどスノウ独特のシステムが存在しており、防具はほとんど全てを装備できるという特徴がある。戦後は群島解放戦争での活躍が認められたことでラズリルとの関係は修復され、ラズリルの一市民として人生をやり直している。それ以後は父の財産の一部とモンスター退治の報酬で生活しており、108星揃ったデータを『Rhapsodia』にコンバートした場合は主人公とともに登場する。
セツ
声 - 土方優人
オベル王国の重臣で執事的存在。太陽暦257年生まれ（50歳）、身長150cm。活動的な王族の突拍子も無い行動にいつも頭を痛めている。基本として小心者であり、「罰の紋章」を宿している主人公を危険視しているため、一部の仲間の怒りを買いやすいが、実際は王国のことをいつも第一に考える忠臣である。
セドリック
声 - 松下名月（『Rhapsodia』のみ）
「真神行法の紋章」を宿す青年。太陽暦287年生まれ（20歳）、身長170cm。食い逃げを繰り返しており、借金取りのレイチェルに追われているが、それを楽しんでいる節がある。『Rhapsodia』でもその立場は変わっていない。
セルマ
声 - 荒木舞子
ナ・ナル島エルフ村の武人。太陽暦276年生まれ（31歳）、身長165cm。人間に対して敵対感情は持っていない。主人公たちを助けたことから村を追放されるが、戦後はポーラとともに島に戻っている。『Rhapsodia』ではリノ・エン・クルデスの要請により、ジュエルとポーラとともにキリルらと合流している。

#### タ行
以下に列挙する人物については、幻想水滸伝シリーズのキャラクター一覧を参照。
- テッド（声 - 赤石広樹）

ターニャ
声 - 村田亜里
司書。太陽暦290年生まれ（17歳）、身長160cm。エレノアに憧れており、弟子のアグネスと衝突する場面も。本拠地では図書室を担当。
タイスケ
世界の温泉めぐりが趣味の気のいい男性。太陽暦274年生まれ（33歳）、身長169cm。本拠地では風呂を担当。
ダリオ
声 - 滝知史
豪快さを売りにする海賊で、キカの配下では比較的古参である。太陽暦272年生まれ（35歳）、身長155cm。酒癖が悪く食い意地も人一倍強いことから、仲間からよく窘められることも。思いこみが激しく短慮と問題のある人物だが面倒見はよく、養子のナレオにも慕われている。また、正義感も強く人情にも厚い一面がある。しかし、クレイ一味に唆され2度もラズリルを襲撃した張本人でもある（小説版では金に困り、頭領のキカたちにも無断でやったことだと書かれている）。
タル
声 - 浜田賢二
主人公、スノウの騎士団の同期生。太陽暦286年生まれ（21歳）、身長172cm。戦後は漁師に転職していたが、『Rhapsodia』ではケネスの要請によってキリルらに同行する。
チープー
声 - 伊東みやこ
ネコボルト族の若者。太陽暦288年生まれ（19歳）、身長160cm。大商人になる日を夢見て、働きながら世界を放浪している。好きなものは日なたとチーズ。『Rhapsodia』にも登場するが仲間にはならず、無人島に開いた「チープー商会」を運営している。なお、「チープー商会」の運営はキリルらの行動によって左右され、それに応じてチープーの衣装や店の品揃えも変化する。
チャンポ
声 - 水田わさび
ネコボルト族の青年。太陽暦290年生まれ（17歳）、身長160cm。ナルクルの弟分で、特技はネズミ捕り。戦後はナルクルとノアとともに商売をはじめており、『Rhapsodia』ではナルクルとともにキリルらに同行する。
デスモンド
声 - 岡林史泰
オベル王国の役人。太陽暦277年生まれ（30歳）、身長170cm。王家の手足となって実務や雑用などを行う。気が弱く頼りない感じであるが、エレノアに付いて回るなどの勉強家でもある。
デボラ
話好きの老女。太陽暦247年生まれ（60歳）、身長159cm。主人公の複雑な相に興味を覚え味方につく。その能力を生かし、仲間になっていない人物がどこにいるか、ヒントを教えてくれる。
トーブ
声 - 最上嗣生
船大工。太陽暦280年生まれ（27歳）、身長170cm。船大工の競技会では2位を獲得し、オベル国王に頼まれて後に本拠地となる船の設計者になっている。年齢にそぐわない落ち着いた風貌と言動の持ち主。
トラヴィス
声 - 牧野秀紀
人嫌いの無口な青年。太陽暦285年生まれ（22歳）、身長185cm。
トリスタン
声 - 田久保修平
元オベル兵士の青年。太陽暦282年生まれ（25歳）、身長170cm。自称重病人だが、ユウから渡されている薬は小麦粉である。戦後は近衛態隊長として再任しており、『Rhapsodia』にはリノ・エン・クルデスの命で、ジェレミーとミレイとともにキリルらに同行している。

#### ナ行
ナオ
栽培部屋のミント栽培担当。太陽暦277年生まれ（30歳）、身長160cm。
ナタリー
窓職人の少女。太陽暦288年生まれ（19歳）、身長158cm。
ナボコフ
鑑定屋の主人。太陽暦273年生まれ（34歳）、身長172cm。
ナルクル
声 - 羽切祥
ネコボルト族の青年。太陽暦289年生まれ（18歳）、身長155cm。ネコボルトの集落近郊でスリを行って生活しているが、いつか身を立てて成功することを夢見ている。戦後はチャンボとノアとともに商売をはじめるが上手くは行っておらず、『Rhapsodia』では市場のニーズを調べるためにキリルらに同行する。
ナレオ
声 - 戸川絵美
ダリオの息子の海賊見習い。太陽暦293年生まれ（14歳）、身長160cm。実母はルイーズで父親は不明、ダリオに預けられており、ダリオをパパと呼び尊敬している。本作では戦闘要員ではないが、『Rhapsodia』では戦闘要員となっている。
ニコ
声 - 五十嵐哲之
船の見張り役の青年。太陽暦288年生まれ（19歳）、身長170cm。真面目で礼儀正しい。その視力は超一級品であるらしく、見張りの弟子志願のウェンデルもいる。
ノア
声 - 小平有希
カードゲーム担当の少女。太陽暦295年生まれ（12歳）、身長155cm。人間だがネコボルトの耳と手をつけた扮装をしており、自称は「ハーフネコボルト」。戦後はチャンボとナルクルとともに商売をはじめている。

#### ハ行
以下に列挙する人物については、幻想水滸伝シリーズのキャラクター一覧を参照。
- ビッキー（声 - 大倉彩）

ハーヴェイ
声 - 北島宏章
キカの部下の海賊。太陽暦282年生まれ（25歳）、身長170cm。気性が荒いが楽天的・前向き、全くと言っていいほど嘘のつけない性格で、海賊団のムードメーカー。かつては1人で海賊として活動しており、シグルドとは敵対関係にあったが、対決の最中に海賊スティールの襲撃を受けてエドガーに救われ、その後シグルドとは親友兼ライバルといった間柄となっている（このエピソードは『Rhapsodia』作中で詳細に描かれている）。
バーソロミュー
声 - 原沢勝広
槍戦士。太陽暦275年生まれ（32歳）、身長186cm。クールーク皇国軍と戦い、将校を殺害したことで指名手配されている。戦後は戦いを求めてファレナ女王国へ旅立っている。
バジル
ラズリルの少年。太陽暦290年生まれ（17歳）、身長168cm。本拠地ではベーゴマを使用したゲームを担当。主人公たちとは幼馴染。
パブロ
声 - 實川学（『IV』）、滝澤智和（『Rhapsodia』）
魔法使い。太陽暦285年生まれ（22歳）、身長165cm。ウォーロックに憧れて紋章砲の研究家になっており、後に弟子入りして高等技術を学んでいる。ネリス（『V』）の先祖に当たる。
パム
ケヴィンの妻で夫婦でまんじゅう屋を営んでいる。太陽暦273年生まれ（34歳）、身長157cm。
ハルト
航海士。太陽暦281年生まれ（26歳）、身長170cm。腕の良いが、面倒くさがりやのため海図の作成という名目でさぼっており、いざというときにしか自ら舵はとらない。
バン
福引屋。太陽暦244年生まれ（63歳）、身長153cm。ネコボルトの毛が苦手。1等の球を入れていないなどの噂がある。
フィル
仕立屋。太陽暦275年生まれ（32歳）、身長171cm。
フレア
声 - 山川琴美
オベル王国の王女で、リノ・エン・クルデスの娘。太陽暦287年生まれ（20歳）、身長160cm。父に似て冒険心旺盛で、自ら哨戒船に乗り込むことも。『Rhapsodia』でもその活発さは健在で、クールーク皇国に向かうキリルら一行に同行を申し出ている。
ブレック
髭が特徴的な海賊。太陽暦268年生まれ（39歳）、身長156cm。ジャンゴの弟分で海戦のエキスパートだが、ジャンゴ以上に風呂に入らない。
フレデリカ
声 - 藤村歩
赤月帝国とクールーク皇国の国境の村出身の弓使い。太陽暦280年生まれ（27歳）、身長161cm。太陽暦300年ごろに国境の村で起きた「人間狩り事件」を独自に調査している。『Rhapsodia』時点では国境の村でレジスタンス活動をしている。
フンギ
ガイエン海上騎士団のコック。太陽暦287年生まれ（20歳）、身長165cm。各人の栄養状態を考えながら料理をつくるので評判は良い。
ペコラ
ミドルポートのカリスマ主婦。太陽暦262年生まれ（45歳）、身長156cm。本拠地では装飾部屋を担当。インテリア関連の著書を出版している。
ヘルガ
声 - 藤本教子
二挺斧を使いこなす大柄な女性。太陽暦275年生まれ（32歳）、身長160cm。
ヘルムート
声 - 岩瀬彰
クールーク皇国の青年将校。太陽暦280年生まれ（27歳）、身長170cm。国家に忠実であるがそれ以上に部下思いで、部下の命を助けるために群島側に協力を申し出る。約束は厳守の義理堅い人物でもある。トロイの副官コルトンは父である。
ペロー
壁新聞発行担当の新聞記者。太陽暦284年生まれ（23歳）、身長168cm。自ら小説も書く。
ポーラ
声 - 廣瀬仁美
主人公、スノウの騎士団の同期生。太陽暦280年生まれ（17歳）、身長168cm。母はナ・ナル島出身のエルフで、ポーラはハーフエルフである。戦後はナ・ナル島に移るが、『Rhapsodia』ではリノ・エン・クルデスの要請により、ジュエルとセルマとともにキリルらと合流している。

#### マ行
マオ
栽培部屋のキノコ栽培担当。太陽暦277年生まれ（30歳）、身長160cm。
マキシン
声 - 生天目仁美
魔法使いの暗殺者。太陽暦282年生まれ（25歳）、身長171cm。グレアム・クレイの命を受けて主人公の命を狙っていたが、ラマダの仲介で仲間になる。
マニュ
4代目「えれべーた」開発・管理者。太陽暦269年生まれ（38歳）、身長168cm。「えれべーた」開発者として初出のセルゲイ（『I』）よりも150年早く開発しており、『V』時点までで幻想水滸伝の世界で最初に「えれべーた」を発明した人物である。
ミズキ
声 - 伊藤静
オラーク海運に属する忍者。太陽暦288年生まれ（19歳）、身長160cm。忍者の里が滅ぼされ、行く当てがなかったところをラマダに拾われる。寡黙で生真面目だがラマダ曰く「精神的に脆い部分がある」。
ミッキー
声 - 羽切祥
ラインバッハの使用人。太陽暦278年生まれ（29歳）、身長150cm。戦後は有名な作家となっている。
ミツバ
声 - 生天目仁美
金稼ぎのために詐欺まがいの決闘をしている少女。太陽暦292年生まれ（15歳）、身長165cm。大剣使い。『Rhapsodia』でもキリルを騙そうとして失敗、ラインホルトとともに仲間になる。
ミレイ
声 - 須賀晴海
女性剣士。太陽暦291年生まれ（16歳）、身長158cm。少々古風な物言いが特徴的。ラインバッハ3世の許婚にされ、逃げ回っていた少女。助けられてから主人公に好意を寄せているらしい。戦後はオベル王国で将軍職を務めており、『Rhapsodia』にはリノ・エン・クルデスの命で、ジェレミーとトリスタンとともにキリルらに同行している。

#### ヤ行
ユウ
声 - むらぞう（『Rhapsodia』のみ）
医者。太陽暦279年生まれ（28歳）、身長169cm。仲間になる前は高額の診察料を要求してくるが、本拠地では無料で診察してくれる。戦後はオベル王国で国営の無料診療所を開設している。
ユージン
声 - 川田紳司
槍使いの青年。太陽暦291年生まれ（16歳）、身長169cm。母親から一方的に主人公らに託されたり、固定紋章として「ほたるの紋章」を宿しているなどの不幸人。戦後は帰宅していたが、さらなる成長のためにと『Rhapsodia』ではキリルらに協力を申し出た。初期能力は極めて低いが、本作および『Rhapsodia』において随一の晩成型キャラクターとなっている。

#### ラ行
ラインバッハ（シュトルテハイム・ラインバッハ3世）
声 - 四宮豪
ミドルポートを治める貴族、シュトルテハイム・ラインバッハ2世の御曹司。太陽暦277年生まれ（30歳）、身長170cm。シリーズとおして恒例の偽名として用いられてきた名前（偽名では5世まで存在する）。船酔いしやすい体質だが、友のためなら船酔いを堪えて戦う気骨と、父の悪行に憤りを覚える程の純真さを併せ持った好漢である。バラの胸飾りの愛用者。
ラインホルト
声 - 内藤宏樹
ミツバに弱みを握られ、詐欺に加担している男性。太陽暦270年生まれ（37歳）、身長170cm。本拠地では訓練所を担当。『Rhapsodia』でもキリルを騙そうとして失敗、ミツバとともに仲間になる。
ラクジー
声 - 岩岡美緒
リキエの息子。太陽暦298年生まれ（9歳）、身長140cm、ナ・ナル島出身。かつて父親が「罰の紋章」を継承しており、命を落としている。島から本拠地への小船での移動を担当している。
ラマダ
声 - 岸祐二
クレイ商会傘下の海上運送業者「オラーク海運」の代表。太陽暦279年生まれ（28歳）、身長180cm。当初クレイに従っていたが、命を保障することを条件に主人公に助力するようになる。交渉能力に長けており、部下思いのいい上司でもある。
リーラン
人魚5姉妹の末っ子。太陽暦293年生まれ（14歳）、身長154cm。人語があまり得意ではない。
リーリン
声 - 小橋知子
人魚5姉妹の四女。太陽暦292年生まれ（15歳）、身長155cm。5姉妹では唯一ストーリーに関わり、声が当てられている。
リールン
人魚5姉妹の三女。太陽暦289年生まれ（18歳）、身長156cm。
リーレン
人魚5姉妹の次女。太陽暦285年生まれ（22歳）、身長155cm。
リーロン
人魚5姉妹の長女。太陽暦278年生まれ（29歳）、身長162cm。5姉妹では最も人語を上手く使いこなしている。
リキエ
声 - 長谷川稲穂
ラクジーの母。太陽暦279年生まれ（28歳）、身長160cm。かつて「罰の紋章」を継承した夫を失っている。
リタ
声 - 大野藍子
ゲーム好きの少女。太陽暦294年生まれ（13歳）、身長155cm。本拠地では麻雀に似たゲーム“リタぽん”を担当。巨大ハンマーを武器に戦闘でも活躍する。常に新しいゲームを模索しており、『Rhapsodia』では陣取りゲームでキリルと対決する。
ルイーズ
声 - 大垣理香
酒場を経営する謎の多い女性。年齢不詳、身長160cm。ナレオの実母で、夫と死別した際にナレオをダリオに預けて姿を消している。
ルネ
声 - 須賀晴海（『IV』）、首藤麻由加（『Rhapsodia』）
ダウジングロッドを持ったトレジャーハンター。太陽暦293年生まれ（14歳）、身長155cm。宝の地図を持っていると宝探しができる。宝を探すことに生きがいを感じており、宝を手に入れることには興味を持っていない。
レイチェル
声 - 小橋知子
セドリックが食い逃げをした店に雇われた借金取り。太陽暦287年生まれ（20歳）、身長161cm。『Rhapsodia』でもセドリックを追って登場する。
ロウセン
声 - 最上嗣生
ロウ三兄弟の長男。太陽暦274年生まれ（33歳）、身長184cm。
ロウハク
声 - 川田紳司
ロウ三兄弟の次男。太陽暦289年生まれ（18歳）、身長179cm。
ロウフォン
声 - 藤本教子
ロウ三兄弟の長女。太陽暦283年生まれ（24歳）、身長164cm。

### 108星外

#### 群島諸国
グレン・コット
声 - 花田光
ガイエン海上騎士団団長。太陽暦254年生まれ（53歳）、身長180cm。厳格かつ包容力があり、常に自身で後進の指導を行う。ブランドの終末に立ち会い、ブランドから「罰の紋章」を受け継ぎ、その力により命を落とす。実はカタリナの父だが、カタリナが真相を打ち明けなかったこともあってか、最後まで彼女との親子関係に気付かなかった。
ブランド
声 - 藤原啓治
海を航行するものたちに恐れられる海賊。年齢不詳、身長190cm。元はキカとともに活動していた海賊であり、同僚のエドガーの親友で補佐役を務めていた。本作では主人公らと戦い、死の間際に「罰の紋章」を使い息絶える。『Rhapsodia』冒頭では、海賊スティールとの戦いで「罰の紋章」を継承し、親友エドガーの亡骸を葬った後キカ達の下を去ったエピソードが描かれている。
暗器使い
声 - 久賀健治
海賊ブランドとともに行動する異形の人間。本作では語られることはなかったが、『Rhapsodia』では本来の姿はペックという名前の若い海賊であり、海賊スティールとの戦いで「邪眼」（厳密には邪眼の紋章砲）の影響により半漁人化してしまったことが明らかにされている。
ヴィンセント・フィンガーフート
声 - 岸祐二
ラズリルの領主でガイエン公国の地方貴族。通称フィンガーフート伯。太陽暦249年生まれ（58歳）、身長165cm。交易や海上騎士団からの収益で莫大な富を築く。悪人ではないが自己顕示欲が強く他者の心の機微に疎い。特に軍事面での見識は著しく低く、クールークの最前線に位置するラズリルの領主として不適格な人物である。グレンにスノウに重大な任務を任せるよう命じるなど騎士団の方針に見当外れな横槍を入れ、グレンの死後はスノウを海上騎士団の団長に据えさせる。ラズリルがクールークに占領された後、それに反発する住民が暴動を起こした時は保身を優先し、海賊討伐隊隊長の任務で不在だったスノウの帰りを待たずに逃走。ラズリル解放時に再び舞い戻るが、住民の反発によりガイエン本国に亡命する。
シュトルテハイム・ラインバッハ2世
声 - 巻島直樹（『Rhapsodia』のみ）
ミドルポートの領主。太陽暦247年生まれ（60歳）、身長170cm。元々はフィンガーフート伯と同じくガイエン公国の地方貴族だったが、ミドルポートがガイエンとクールーク皇国の戦争後にクールークの占領を経て、独立したことで領主となった。領主としての手腕はかなりのものだが、強欲な性格の持ち主で、自身の利益やミドルポートの繁栄のためならばあくどい手段も持さない。群島諸国各島と積極的に交易を推し進める一方で、お抱えの老魔法使いウォーロックに作らせた紋章砲を輸出。その一部は、オラーク海運名義でミドルポートから搬出後、クレイ商会を受け取り窓口にしてクールークに送られている。デイジーちゃんという巨大な魔獣（本作では「大陸貝」と呼ばれる）を溺愛していたが、息子のラインバッハ3世からは快く思われていない。
ナ・ナル島長
声 - 荻野晴朗
アクセルの父でもある、傲慢でふてぶてしい熟年男性。クールーク皇国進駐に際しての隊長の言葉を鵜呑みにし、群島諸国軍への参加を断るが、最終的にクールーク軍の横暴な虐殺を目の当たりにして改心。協力要請を受け入れ、息子のアクセルを代表として同行させている。
エルフの長老
声 - 最上嗣生
ナ・ナル島のエルフ集落の長。人間とは相容れないという幻想水滸伝世界におけるエルフらしい思考の持ち主で、クールーク皇国軍の進駐を許した島長に対して計略を巡らした。

#### クールーク皇国
本作の「敵」に位置する侵略者たち
グレアム・クレイ
声 - 中田和宏
群島諸国全域を勢力圏とする商船会社「クレイ商会」の会長。本作における黒幕的存在。太陽暦262年生まれ（45歳）、身長185cm。冷酷無比で自らの利益のためならどんな卑劣な手も使う。
かつて赤月帝国で軍師エレノア・シルバーバーグの副官を務めた経歴を持つが、太陽暦300年ごろにクールーク皇国との国境の村で発生した「人間狩り事件」に対して、事件を起こした辺境貴族を皆殺しにすることで解決を図ったとされ、その責任を負う形でエレノアとともに赤月帝国を追われている。ただし、これは正確ではなく、実際はクレイの息子に宿った「罰の紋章」が暴走したことが皆殺しとなった原因であり、後に『Rhapsodia』でフレデリカがキリル達に語ったところによると、最終的には紋章の暴走に居合わせなかった残りの辺境貴族達を、クレイが領民達をも巻き込んで皆殺しにしたとの事。息子に宿る前にクレイ自身にも「罰の紋章」が宿っているが、自らの腕を切り落として難を逃れている（そのため左腕は義手であり、毒の弾を撃つ仕掛けが施されている）。その際の自分のミスによって「罰の紋章」は息子に宿り、紋章が暴走したことで息子も死亡しているため、それがクレイ自身のトラウマになっている。
総督に取り入った後、最終的に彼を幽閉して獄死させ、自分が指揮官となっている。
最終決戦で主人公と邂逅した際には、犠牲となった息子について問いていた。巨大樹を復活させたが、主人公達に敗れて呆然とする。
巨大樹
通常バトルパートにおける本作のラストボス。巨大な樹を生やした亀のような姿をしている。エルイール要塞の核というべき存在で、クレイの意志に従いその力を振るう。要塞に乗り込んできた主人公たちによって討ち滅ぼされた。その後、主人公はトロイと一騎討ちを行うこととなる。
トロイ
声 - 大水忠相
クールーク皇国皇王派の上級将校（総督に次ぐ立場で、提督相当）で、第一艦体を率いる。終盤ではエルイール要塞の警護についていた。本作の真のラストボスであり、要塞からの脱出後に主人公と一騎討ちで決着をつけることになる。
かつてガイエン公国との戦争において、ガイエン海上騎士団とミドルポート艦隊からなるガイエン海軍を壊滅に追い込んだことがある。太陽暦276年生まれ（31歳）、身長180cm。クールークでは「海神の申し子」という異名で呼ばれているが、本人はその名で呼ばれるのを好ましく思っていない。主人公のライバルとしての位置づけで登場し、序盤にて主人公たちと交戦し圧倒的な実力でねじ伏せる。その後、大幅に成長した主人公によって群島諸国軍がまとめあげられ、エルイール要塞へと突入を開始。トロイ率いる第一艦隊が迎え撃つが艦隊は轟沈。グレアムは破れ、皇国の切り札もまた大破され敗北は確定的となった。しかし軍人の誇りを胸に大破した艦で主人公の船に突撃し、一騎討ちを挑み、死闘の末敗北。選択肢次第では主人公から手を差し伸べられるが拒否し、自らの敗北を受け入れ大破した戦艦とともに海の底へと沈んでいった。
小説版でも同様の経緯で主人公（ラズロ）に勝負を挑み敗北する。
コルトン
声 - 中嶋聡彦
ヘルムートの父で、クールーク皇国の老将。トロイの部下でもある。第二艦隊を率いる。オベル侵略後は第二艦隊をオベル周辺に駐屯させ警備についていたが、主人公たちに敗北し捕虜となった。
頭が固く、たとえクレイがクールークにとって危険な存在であり、主人公やエレノア達が彼と戦っているとわかっていても、最後まで仲間にはなろうとはしなかった。ただひたすら国家のために忠誠を誓っている。
群島解放戦争でクールーク敗北後、ヘルムートと共に行方をくらます。
総督
声 - 荻野晴朗
クールーク艦隊とエルイール要塞の責任者で、トロイやコルトンの上官。太陽暦245年生まれ（62歳）、身長170cm。前総督時代よりの南進政策を推し進めるが、そのための助力として頼っていたクレイの手によってエルイール要塞の地下牢に幽閉され、獄死した。

#### その他
以下に列挙する人物については、幻想水滸伝シリーズのキャラクター一覧を参照。
- レックナート（声 - 宮武政子）

霧の船の導者
声 - 滝知史
真の紋章を求めて彷徨う亡霊。テッドの「ソウルイーター」を預かり、主人公の「罰の紋章」も狙って群島諸国を彷徨っていた。呪われた紋章と向き合う主人公の姿に感化されたテッドが「ソウルイーター」を取り戻し、主人公らに敗れ去ったことで船ともども姿を消した。

## 小説
- 幻想水滸伝4（高瀬美恵著、メディアワークス出版）
  - 上巻 - 2005年9月発売。 ISBN 4840231710
  - 中巻 - 2005年11月発売。 ISBN 4840232806
  - 下巻 - 2005年12月発売。 ISBN 4840232997